# Kleiner Wilder
Kleiner Wilder är ett berg i Österrike, på gränsen till Tyskland.   Det ligger i förbundslandet Kärnten, i den västra delen av landet, 500 km väster om huvudstaden Wien. Toppen på Kleiner Wilder är 2 307 meter över havet.
Terrängen runt Kleiner Wilder är huvudsakligen bergig. Runt Kleiner Wilder är det ganska glesbefolkat, med 26 invånare per kvadratkilometer.. Närmaste större samhälle är Mittelberg, 17,8 km väster om Kleiner Wilder. 
Trakten runt Kleiner Wilder består i huvudsak av gräsmarker.